# D'une vie à l'autre (film, 2012)
Pour les articles homonymes, voir D'une vie à l'autre.
Pour plus de détails, voir Fiche technique et Distribution.
D'une vie à l'autre (allemand : Zwei Leben) est un film germano-norvégien réalisé par Georg Maas et Judith Kaufmann et sorti en 2012.
Il est nommé pour représenter l'Allemagne aux Oscars du cinéma 2014 dans la catégorie meilleur film en langue étrangère.

## Synopsis
L'histoire de Katrine Evensen, qui semble avoir une vie heureuse en Norvège avec un mari aimant, une fille étudiante, une petite-fille et sa mère au passé douloureux. Mais alors que le Mur de Berlin s'effondre, elle est soudain confrontée à son travail secret pour la Stasi. Récupérée par celle-ci dans un orphelinat est-allemand, formée pour devenir un agent secret en Norvège, on lui attribue l'identité d'une enfant née en 1944 d'une mère norvégienne et d'un soldat allemand, enlevée à sa mère pour être élevée en Allemagne dans un Lebensborn comme pure aryenne. Elle est infiltrée en Norvège, y retrouve sa soi-disant mère, espionne pour la RDA tout en fondant une famille. Le drame survient quand la vraie Katrine parvient à s'échapper de RDA et arrive en Norvège. Les agents de la Stasi l'assassinent sous les yeux de Katrine — Véra de son vrai prénom. Quand le mur tombe, des avocats allemands cherchent à retrouver en ex-RDA les enfants norvégiens élevés dans ces Lebensborn pour qu'eux et leurs mères soient indemnisés. Un avocat se penche sur le cas de Katrine-Véra, découvre des éléments troublants, l'étau des agents de la Stasi se resserre sur la fausse Katrine qui veut se rendre à la police après avoir tout révélé aux siens au lieu de s'enfuir à Cuba.

## Fiche technique
- Titre : D'une vie à l'autre
- Titre original : Zwei Leben
- Titre en anglais : Two Lives
- Réalisation : Georg Maas et Judith Kaufmann
- Scénario : Georg Maas
- Photographie : Judith Kaufmann
- Pays de production : Allemagne, Norvège
- Genre : Drame
- Langue : allemand
- Durée : 97 minutes
- Dates de sortie :
  - Norvège : 19 octobre 2012
  - France : 19 mai 2013 (Festival de Cannes 2013) ; 23 avril 2014
  - Allemagne : 19 septembre 2013

## Distribution
- Juliane Köhler (VF : Catherine Le Hénan) : Katrine Evensen Myrdal
- Klara Manzel : Katrina Evensen (jeune)
- Sven Nordin (VF : Thibault de Montalembert) : Bjarte Myrdal
- Thorbjørn Harr : Bjarte Myrdal (jeune)
- Liv Ullmann (VF : Frédérique Cantrel) : Ase Evensen
- Ken Duken (VF : Dimitri Rataud) : Sven Solbach
- Julia Bache-Wiig : Anne Myrdal
- Rainer Bock : Hugo
- Thomas Lawincky : Kahlmann
- Vicky Krieps : Kathrin Lehnhaber
- Dennis Storhøi : Lawyer Hogseth
- Ursula Werner : Hiltrud Schlömer
- Jürgen Rißmann : Detective Lattoch

Source et légende : Version française (VF) sur le site d’AlterEgo (la société de doublage)

## Distinctions

### Récompenses
- Festival du film de Biberach 2013 : Meilleur film
- Festival international du film d'Emden 2013 : NDR Audience Award
- Festival du film de Stony Brook 2013 : Special Recognition
- Festival 2 Valenciennes 2014 : Prix du public
- Festival international du film de Dublin 2014 : Meilleur scénario
- Deutscher Filmpreis 2014 : Meilleur montage

### Nominations et sélections
- Festival de Cannes 2013
- Festival international du film de Göteborg 2013 : International Debut Award
- Festival international du film de Palm Springs 2014

## Critiques
- Le Figaro Magazine : « Mensonges, dissimulations, manipulations, usurpations d'identité, surveillances, chantages… Il y a tout cela dans ce petit bijou de tension et d'émotion qui a un mérite supplémentaire : mettre en scène et en lumière une page sombre (et méconnue) de l'histoire de la RDA — qui n'en manque pourtant pas »[3].